# Клюевка (река, впадает в Байкал)
Клюевка — река в Кабанском районе Бурятии. Впадает в озеро Байкал.

## География
Длина реки — 14 км.
Берёт начало в 13 км к югу от города Бабушкин в северных отрогах Хамар-Дабана и течёт в северо-западном направлении.
Река с юга впадает в озеро Байкал в 1 км к северо-западу от посёлка Клюевка. Крупные притоки отсутствуют.
Протекает преимущественно в гористой местности. У истока, и, в меньшей степени, в устье присутствует заболоченность.

## Данные государственного водного реестра
По данным государственного водного реестра России и геоинформационной системы водохозяйственного районирования территории РФ, подготовленной Федеральным агентством водных ресурсов:
- Бассейновый округ — Ангаро-Байкальский
- Речной бассейн — бассейны малых и средних притоков средней и северной части озера Байкал
- Речной подбассейн — отсутствует
- Водохозяйственный участок — бассейны рек южной части озера Байкал в междуречье рек Селенга и Ангара